# Typhlopsychrosoma baeticaense
Typhlopsychrosoma baeticaense es una especie de miriápodo cordeumátido cavernícola de la familia Vandeleumatidae, endémica del sursudeste de la España peninsular; se conoce de las cuevas del este de Andalucía y en el medio subterráneo superficial de montanos de Alicante.